# TuS Hoppstädten
Der Turn- und Sportverein Hoppstädten 1908 ist ein Fußballverein aus Hoppstädten-Weiersbach im Landkreis Birkenfeld. Er wurde am 1. Februar 1908 gegründet.

## Geschichte
Der Verein trat nach seiner Gründung zuerst als Turnverein auf. Fußball wurde erst nach dem Ersten Weltkrieg Bestandteil der Vereinssportarten. Ende der 1920er wurden im damaligen DJK Hoppstädten Fußball in Gauklassen gespielt. Diese Organisation wurde 1934 dem Reichsbund für Leibesübungen unterstellt.
Im Jahre 1928 wurde unter einem großen ehrenamtlichen Arbeitseinsatz und einem zusätzlichen Kostenaufwand von 2.000 RM der Grundstein für den heutigen TuS-Sportplatz gelegt. Da die benötigten Mittel für einen notwendigen Ausbau der Spielstätte fehlten, wurde erst 1954 die Sportanlage in Eigenleistung und 1966 auf die notwendigen Maße ausgebaut.
Im Jahre 1945 fanden sich einige Fußballer zusammen und trugen unter dem Namen Sportfreunde Hoppstädten-Weiersbach einige Freundschaftsspiele aus. Dieser Verein wurde aber erst Ende 1947 als SV Hoppstädten genehmigt und nahm dann erstmals offiziell am Spielbetrieb der 2. Kreisklasse Birkenfeld teil. In der Spielzeit 1949/50 konnte die Meisterschaft errungen werden und man schaffte in den Aufstiegsspielen den Aufstieg in die 1. Kreisklasse. In dieser Saison wurde zum ersten Mal in vereinseigenen Trikots in den Farben gelb/weiß und blau/schwarz gespielt.
1956 wurde der Verein in TuS Hoppstädten umbenannt. 1961 stand das Team zum dritten Mal im Kreispokalendspiel, das diesmal erfolgreich bestritten wurde. Der Gegner SV Heimbach wurde mit 3:0 besiegt.  
Größter Erfolg des Vereins war das Erreichen der Endrunde des DFB-Pokals 1992/93 als damaliger Bezirksligist. Der TuS Hoppstädten hatte das Endspiel im Südwestpokal gegen Wormatia Worms mit 0:7 verloren. Da aus dem Landesverband Südwest zwei Vereine im Pokal teilnehmen durften, waren auch die Hoppstädter qualifiziert. Nachdem der Verein in der ersten Runde ein Freilos hatte, unterlag man in der 2. Runde in Birkenfeld dem VfR Heilbronn mit 0:3.
Mit Wirkung zum 1. Juli 2013 schloss sich der TuS Hoppstädten mit dem SV Weiersbach zur SG Hoppstädten-Weiersbach zusammen. Die beiden Vereine blieben aber rechtlich und wirtschaftlich selbständige Vereine. Zum Ende der Spielzeit 2018/19 wurde diese Spielgemeinschaft wieder aufgelöst.  
Der Verein spielt in der Bezirksliga Nahe.